# Metais

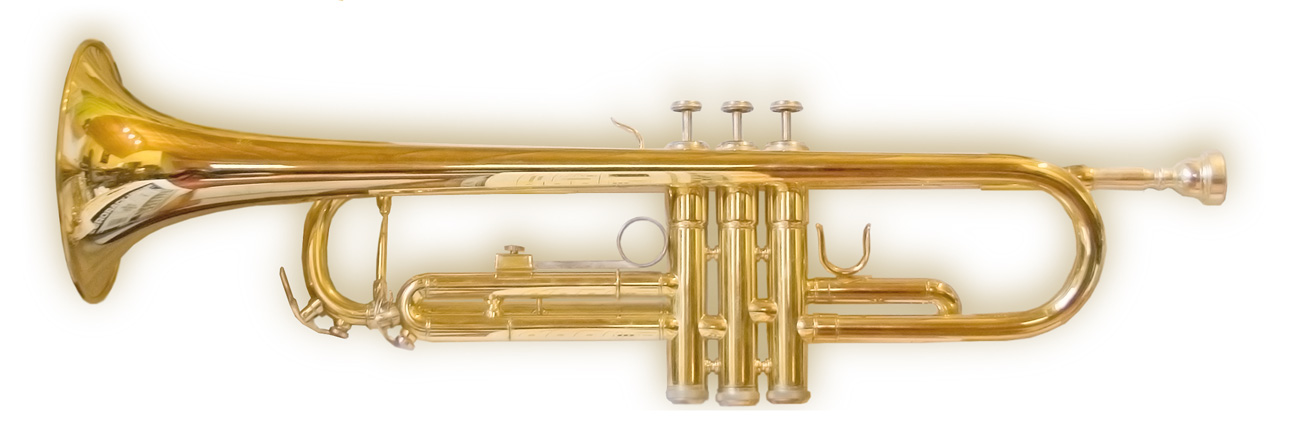
Trompete

Metais são instrumentos musicais de sopro cujo método de activação é a vibração dos lábios. Numa orquestra completa ficam dispostos atrás das madeiras, que possuem um timbre mais suave pelo que devem estar à frente para não serem abafados pela intensidade do som dos metais.
A "Família" ou "Naipe" dos metais é essencialmente composta por trompas, trompetes, trombones, tubas e eufónios. O material utilizado na confecção desses instrumentos é tradicionalmente latão ou bronze, contudo também podem ser produzidos a partir de outras ligas metálicas. Os instrumentos de metal são basicamente longos tubos de comprimentos e espessuras diferenciados para que possam emitir um som diferenciado ao serem soprados. Numa das extremidades fica o bocal e na outra a campânula. Os longos tubos são enrolados de modo a facilitar o manuseamento do instrumento pelo músico.